# Astro-Berlin

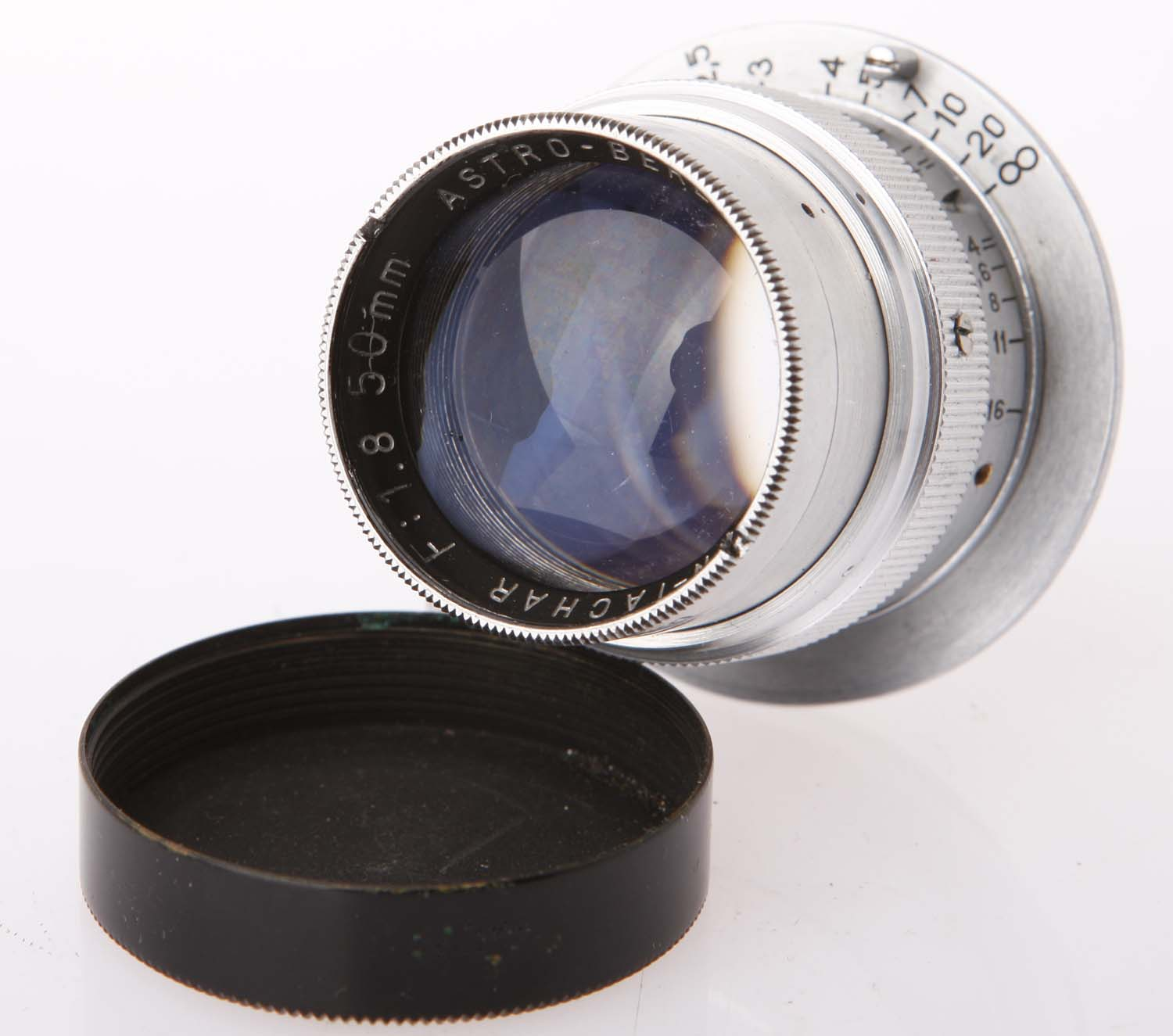
Pan-Tachar 1,8/50 mm mit M39-(Leica-)Anschluss

Die Astro-Gesellschaft Bielicke & Co (später: GmbH & Co. KG) war ein deutsches Pionierunternehmen der optischen Kameratechnik und Kinematografie in Berlin.
Astro-Berlin wurde im Jahre 1922 vom Deutsch-Amerikaner Willy F. Bielicke, dem in Indien geborenen Hugh Ivan Gramatzki und von Otto als Personengesellschaft gegründet.
Das Unternehmen hatte seinen Sitz zunächst in Berlin-Wilmersdorf, zog 1928 nach Berlin-Neukölln und 1945 nach Berlin-Friedenau um. 1991 wurde das Unternehmen aufgegeben. 
Bereits in den 1920er Jahren gehörte Astro-Berlin zu den international bekanntesten Unternehmen auf dem Feld der kinematografischen Aufnahmeobjektive.

## Unternehmensgeschichte

Der von H. I. Gramatzki erfundene Transfokator mit beweglichem Linsenelement "B"

### Gründung 1922 bis Kriegsende 1945
Einer der Gründer, der Ingenieur Hugh Ivan Gramatzki, war ein erfolgreicher Amateur-Astronom und Astrofotograf, der in der Fachzeitschrift Astronomische Nachrichten veröffentlichte und mehrere Jahre die Berliner Ortsgruppe der "Berliner Astronomischen Vereinigung" leitete. Das Produktsortiment von Astro-Berlin umfasste daher Objektive, die wegen ihrer hohen Lichtstärke für die Astrofotografie und astronomische Photometrie besonders geeignet waren. Es kamen zunehmend Aufnahmeobjektive für die aufstrebende Filmindustrie hinzu. Eine Spezialität waren hoch-lichtstarke Objektive und Objektive mit starker Vergrößerungswirkung ("Fernbildlinsen"). Gramatzki erfand u. a. den Transfokator, einen Vorläufer der modernen Zoomobjektive.
Einen großen Anteil an der technischen Entwicklung der produzierten Objektive hatte William ("Willy") F. Bielicke, dessen Name in der Firma des Unternehmens auftaucht. Der Mathematiker Bielicke (* 1881, Sterbedatum unbekannt) lebte und arbeitete in London (für Ross) und in Rochester (New York) für Bausch & Lomb, bevor er sich zusammen mit Gramatzki und Otto in Berlin selbständig machte. Unter anderem stammen die Konstruktionen und Patente für die extrem lichtstarken "Tachar"- und "Tachon"-Objektive von Astro-Berlin von ihm.
Über die Tätigkeit von Astro-Berlin während des Zweiten Weltkriegs ist kaum etwas bekannt. Noch 1942 wurde ein Patent für die Scharfeinstellung von Objektiven angemeldet. In den einschlägigen Übersichten zu Herstellercodes für Lieferungen an die Wehrmacht taucht Astro-Berlin nicht auf. Gegen Ende des Kriegs waren die Fabrikationsanlagen zerstört.

### Wiederaufbau und zweite Blüte ab 1945
Den bereits im Mai 1945 beginnenden Wiederaufbau leitete Fritz Joachim Otto (* 1916; † 1993), Sohn des Unternehmensgründers Otto. Fritz Joachim Otto hatte ein Studium der Physik mit Schwerpunkt Optik abgebrochen sowie mehrere Jahre als UFA-Kameramann und Kriegsberichterstatter für die nationalsozialistische Deutsche Wochenschau gearbeitet.
Nachdem zunächst Güter des täglichen Bedarfs gefertigt wurden, wurde nach der Währungsreform 1948 wieder mit der Fertigung filmtechnischer Erzeugnisse begonnen.
Mit dem Wiederaufleben der deutschen Filmindustrie konnte das Unternehmen seine wichtige Stellung in der Filmtechnik zurückerobern. Bekannt war Astro-Berlin zu Beginn der 1960er Jahre vor allem für die Herstellung hochkorrigierter Aufnahme- und Wiedergabeobjektive, insbesondere mit langer und extrem langer Brennweite. In Fachpublikationen wurden die Erzeugnisse als „Meister-Optiken“ bezeichnet. Objektive von Astro-Berlin mit extrem langer Brennweite wurden damals auch von berühmten Sportfotografen eingesetzt (z. B. Bob Gomel).
1967 wurde ein Gebrauchsmuster für eine Justiereinrichtung für Farbfernseh-Empfangsröhren eingereicht;
bis 1989 folgten einige wenige Markeneintragungen (siehe unten).

### Ende des Unternehmens 1991
Otto leitete das Unternehmen als Geschäftsführer bis 1987, beriet Astro-Berlin aber auch nach seinem Ausscheiden weiter. Zumindest ab 1987 war Astro-Berlin keine Personengesellschaft mit persönlich haftenden Gesellschaftern ("Bielicki & Co.") mehr, sondern eine GmbH & Co. KG. Die Astro-Gesellschaft Bielicke GmbH & Co. KG wurde am 19. Oktober 1991 aus dem Handelsregister Berlin (HRA14070) gelöscht. Die EKOS GmbH, Berlin, hat die Rechte am Know-how und einige Mitarbeiter übernommen.
Tewe Berlin (Technische Werke Weiste & Co, OHG, Geneststr. 7 -8, Berlin-Schöneberg) war ein Berliner Konkurrent von Astro-Berlin: Beide stellten professionelle Teleobjektive her. Es gibt Objektive, die mit Tewe und Astro-Berlin gekennzeichnet sind.

## Marken, Patente und Produkte
Astro-Berlin ließ sich von 1924 bis 1989 mehrere Wortmarken eintragen, hauptsächlich für die eigenen Objektivbaureihen. Es gibt daneben aber auch einige Objektive, die keinen auf Astro-Berlin eingetragene Markennamen haben. In geringem Umfang sind weiterhin andere Produkte dokumentiert. Die Wortmarke ´"ASTRO" selbst ließ sich das Unternehmen erst 1953 – und dann nochmals 1989 – als Marke schützen.
Unter den Markennamen Astroflex (1955),
"Tascan" (1989)
und "Astroscan" (1989)
wurden nicht oder nicht in nennenswertem Umfang Produkte vertrieben.

### Astan
Astan ist ein Cooke-Triplet mit einem Öffnungsverhältnis von 1:2,8-1:6,5 bei einer Brennweite von 20 mm bis 1000 mm.

### ASTRAR/Astrar
Die Wortmarke ASTRAR wurde 1930 eingetragen.
Unter dem Namen ASTRAR wurden Objektive vom Tessar-Typ (4 Linsen, davon zwei verkittet) für Schmalfilm- und Kleinbild verkauft.
Willy F. Bielicke ließ 1922 ein US-Patent (Nr. 1.558.073) auf ein verbessertes Tessar für Bausch & Lomb eintragen. Das englische Patent 375723 beschreibt ein ebenfalls von Bielicke entwickeltes Kleinbild-Objektiv mit 5 Linsen in vier Gruppen (1;2,7/50 mm bei einem Bildwinkel von 46°).

### Astro-Fernbildlinse
Die Fernbildlinsen von Astro-Berlin wurden sowohl für die Still-Photographie als auch für die Kinematographie hergestellt. Es sind sehr einfach aufgebaute, aus einem (1:5, 1:6,3) oder zwei (1:2,3) achromatischen Doubets bestehende Objektive. Die Brennweiten liegen bei 250 mm bis 1000 mm.
Die 1:5-Objektive mit Brennweiten von 300, 400, 500 und 640 mm zeichnen das Kleinformat 24×36 mm aus, das 1:5/800-mm-Objektiv das Mittelformat 60×60 mm und die 1:6,6-1000-mm-Fernbildlinse sogar 60×90 mm.
f5-Fernbildlinsen für 8 und 16-mm-Filme gibt es mit Brennweiten von 100 und 150 mm, in 200 mm auch für 35-mm-Film.

### Astro-Kino, Astro-Kino Color
Astro-Kino und Astro-Kino Color sind Projektionsobjektive für 8, 16, und 35-mm-Filme. Diese Objektive passen beispielsweise an den in den 1950er Jahren vielfach produzierten Projektor Siemens 2000. Beim Astro-Kino IV 2 handelt es sich um eine Triplet-Variation mit vier freistehenden Linsen. Die lichtstärksten Varianten (f1,5) waren bei einer Brennweite von 18 bis 85 mm für 8 und 16-mm-Filme geeignet (Bildwinkel 20°). Die etwas lichtschwächeren Astro-Kino IV-Objektive (f2,0 bis f2,7) hatten eine Brennweite von 85-130 mm und waren für die Projektion von 35-mm-Normalfilmen ausgelegt.
Das Astro-Kino VI mit f2,0 und Brennweiten von 40 bis 80 mm ist hingegen ein Gaußsches Doppelobjektiv mit einem Aufbau ähnlich dem Schneider-Kreuznach Xenon.

### Astro-Portrait
Das Astro-Portrait ist ein weichzeichnendes Portrait-Objektiv f2,3/150 mm für das Kleinbild. Es hat besteht aus einem bildseitigen Achromaten und zwei entfernt stehenden einzelnen Hintergliedern.

### Astro-Voigtländer-Kamera
Astro-Voigtländer ist eine 1949 in nur wenigen Exemplaren gebaute Stereokamera für den Kleinbildfilm. Die Kamera ist mit drei Gauss-Tacharen 1:2/32 mm ausgestattet. Eine weitere bekannte Kamera ist mit Astraren 2,7/40 mm bestückt. Die (Stereo-Compur) Verschluß- und Fokussierungseinheit wurde von Voigtländer zugekauft. Sie war ursprünglich für das Voigtländer Stereflektoskop 6x13 vorgesehen und ist entsprechend markiert.

### Color-Astrar
Beim Color-Astrar handelt es sich um eine Variation der Lee Opic Lens. Die Lichtstärke (1:2) und die Brennweiten (100 mm, 150 mm) ähneln ebenfalls Gauss-Tachar von Astro-Berlin, das ebenso am Linsenschema der Lee Opic Lens orientiert ist (siehe unten).

### Gauss-Tachar
Das Gauss-Tachar ist eine Variante der Lee Opic Lens, der ersten hoch-lichtstarken Weiterentwicklung des Planar von Paul Rudolph. Die Gauss-Tachare haben damit einem vom Tachar und Pan-Tachar (siehe unten) stark abweichende Linsengeometrie.
Die für die Kinematographie angebotenen Gauss-Tachare hatten eine Lichtstärke von f2 und Brennweiten von 25, 32, 40, 50, 75 und 100 mm bei einem Bildwinkel von 60°. Es gibt eine Variante des 25-mm-Objektivs mit Vorsatzlinse für die Schnittweitenverlängerung.

### Identiskop
Das Identiskop ist eine Okular- bzw. Suchereinrichtung, die es in Kombination mit einem entsprechenden Objektiv ermöglicht, den tatsächlichen Bildeindruck abzuschätzen. Dies ist insbesondere für die Arbeit mit Sucherkameras und Filmkameras nützlich.

### Quarz-Anastigmat, Quarz-Tachar
Diese beiden Objektive dienten der Ultraviolett-Photographie bzw. Kinematografie.

### Röntgen-Kino
Das Röntgen-Kino-Objektiv (1:1,25/50 mm) ist ein hochlichtstarkes Objektiv, das Anfang der 1930er Jahre für spektrographische Untersuchungen des Nordlichts genutzt wurde.

### Rosher-Kino-Portrait
Das Rosher-Kino-Portrait-Objektiv (z. B. 1:2,3/100 mm ) ist ein weichzeichnendes Portrait-Objektiv.

### SIRIAR
SIRIAR ist eine 1927 eingetragene Wortmarke. Als Siriar I wurde ein Konverter Arri-Standard, 16-mm-Film, verkauft.

### Soft-Focus
Unter dem Namen Soft-Focus verkaufte Astro-Berlin ein weiteres weichzeichnendes Portraitobjektiv.

### Familie der Tachar-Objektive

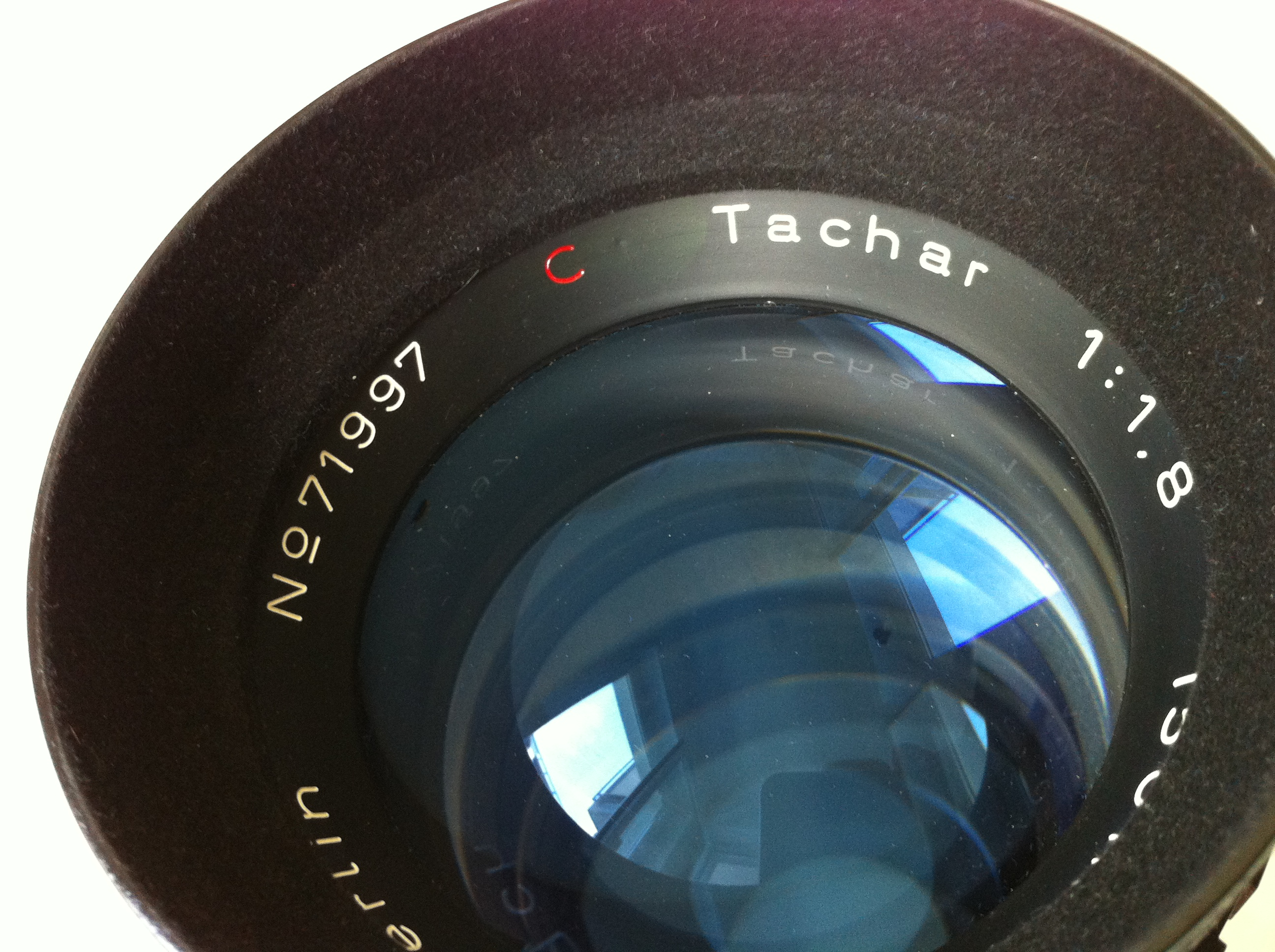
Ein Tachar 1:1,8/150 mm

Ein Contrast-Tachar 1:2,3/75 mm

Die Wortmarke Tachar wurde 1924 für Astro-Berlin eingetragen. Unter dem Namen Tachar wurden Objektive verkauft, die auf dem deutschen Patent Nr. 440229 von 1924 bzw. dem US-Patent Nr. 1.540.752 basieren. Es handelt sich um Objektive vom Typ eines erweiterten, vierlinsigen Cooke-Triplets. Wie beim Tessar ist eine weitere Kamera-seitige Linse eingefügt; die beiden hinteren Linsen sind jedoch anders als beim Tessar nicht verkittet.
Nach diesen Patenten gefertigte Objektive wurden beispielsweise auch als Pan-Tachar 1:2,3 mit dem Brennweiten 100 mm, 125 mm und 150 mm angeboten. Sie konnten kinematographisch für Schmal- und für Normalfilmaufnahmen eingesetzt werden. Nachkriegsmodelle hatten bei einer Brennweite von 150 mm ein maximales Öffnungsverhältnis von 1:1,8.
Zudem wurden Makro-Gauss-Tachare, ein Kopiertachare, Contrast-Tachare, Pictoral-Tachare, Polyphot-Tachare, Sinegran-Tachare und Projections-Tachare gefertigt.

### Tacharon
Der Aufnahme von 8-mm-Schmalfilmen diente das Tacharon f1,8/12,5 mm. Auch hier handelt es sich wie beim Tachar um ein erweitertes Tessar.

### Tachon
Das Tachon war wie das Tachar und das Tachonar ein extrem lichtstarkes Objektiv (bis 1:0,75). Es besteht aus sechs Linsen in 5 Gruppen und ist dem Grundaufbau nach vom Cooke-Triplet abgeleitet.
Der bildseitige Teil des Objektivs besteht aus einer freistehenden Sammellinse der ein durchgebogenes Doublet folgt. Hinter der zentralen Zerstreuungslinse folgen Kamera-seitig zwei weitere freistehende Sammellinsen. Für dieses Design hielt der Astro-Berlin-Gründer Willy F. Bielicke seit Beginn der 1930er Jahre deutsche (Nr. 538872)
und US-Patente (Nr. 1,839,011).
Gegenüber dem patentierten Design war die vorletzte Sammellinse der produzierten Objektive zumindest gelegentlich ebenfalls als Doublet ausgelegt.

### Tachonar
Das Tachonar ist ein extrem lichtstarkes (f1,0) Objektiv mit fünf alleinstehenden Linsen. Das Design ist vom Zeiss-Sonnar abgeleitet.
Es wurde in wissenschaftlichen Anwendungen beispielsweise als Sammellinse in der Raman-Laserspektroskopie genutzt. Üblich war ein Einsatz, um Bilder auf den Schirmen von Röntgengeräten oder Oszillographen auf Kleinbildnegativen festzuhalten. Diesem Zweck diente beispielsweise ein Tachonar f1/75 mm mit einem Bildwinkel von 36°.

### Telastan
Telastan ist seit 1983 eine Wortmarke von Astro-Berlin. Unter diesem Namen wurden jedoch bereits Mitte der 1950er Jahre Objektive vertreiben, z. B. ein kinematographisches Telastan f3,5/300 für Schmal- und Normalfilm. Die Brennweiten reichten von 200 mm bis 2000 mm. Das Linsenschema erinnert an das vierlinsige Tachar. Telestan-Objektive wurden mit einer Lichtstärke von 1:3,5 bis 1:10 angeboten.

### Transfokator, Transfocator
Beide Schreibungen ließ sich Astro-Berlin als Wortmarke schützen (Transfokator: 1935;
Transfocator: 1967). Der vom Astro-Berlin-Gründer Hugh Ivan Gramatzki erfundene Transfokator ist ein Vorläufer der modernen Zoomobjektive. Das Objektiv war geschützt durch die Deutschen Reichspatente 622 046, 650 907, 667 375 und 676 946. Der Bildwinkel betrug 40°. Der Transfokator nutzt nach dem Prinzip des Gallileo-Fernrohrs ein afokales Linsensystem, bei dem die Veränderlichkeit der Brennweite durch eine verschiebbare Sammellinse zwischen zwei fest stehenden Zerstreuungslinsen erreicht wird. Die Brennweite kann um den Faktor 2 verändert werden. Der Transfokator wurde als Vorsatzlinse produziert.

### T.V.-Tachar
T.V.-Tachare mit einer Lichtstärke von 1:1,2 bis 1:1,5 und einer Brennweite von 15 mm bis 160 mm dienten lt. Rademacher der Projektion der Bilder einer Kathodenstrahlröhre.